# 哈里森縣 (德克薩斯州)
哈里森縣（英語：Harrison County）是位於美國德克薩斯州東部的一個縣，東鄰路易斯安那州。面積2,370平方公里。根據美國2000年人口普查共有人口62,110人。縣治馬歇爾。
成立於1839年1月28日，縣名紀念律師、德克薩斯革命家約納·哈里斯（Jonas Harrison）。